# Az Északi-Mariana-szigetek a 2013-as úszó-világbajnokságon
Az Északi-Mariana-szigetek négy úszóval vett részt a 2013-as úszó-világbajnokságon, akik nyolc versenyszámban indultak.

## Úszás
Férfi
| Versenyző         | Verseny                   | Selejtező | Selejtező | Elődöntő          | Elődöntő          | Döntő             | Döntő             |
| Versenyző         | Verseny                   | Idő       | Helyezés  | Idő               | Helyezés          | Idő               | Helyezés          |
| ----------------- | ------------------------- | --------- | --------- | ----------------- | ----------------- | ----------------- | ----------------- |
| Kensuke Kimura    | 50 méteres pillangóúszás  | 28.01     | 69        | Nem jutott tovább | Nem jutott tovább | Nem jutott tovább | Nem jutott tovább |
| Kensuke Kimura    | 100 méteres pillangóúszás | 1:02.79   | 55        | Nem jutott tovább | Nem jutott tovább | Nem jutott tovább | Nem jutott tovább |
| Eli Ebenezer Wong | 200 méteres mellúszás     | 2:23.75   | 41        | Nem jutott tovább | Nem jutott tovább | Nem jutott tovább | Nem jutott tovább |
| Eli Ebenezer Wong | 200 méteres vegyesúszás   | 2:09.59   | 48        | Nem jutott tovább | Nem jutott tovább | Nem jutott tovább | Nem jutott tovább |

Női
| Versenyző          | Verseny                  | Selejtező | Selejtező | Elődöntő          | Elődöntő          | Döntő             | Döntő             |
| Versenyző          | Verseny                  | Idő       | Helyezés  | Idő               | Helyezés          | Idő               | Helyezés          |
| ------------------ | ------------------------ | --------- | --------- | ----------------- | ----------------- | ----------------- | ----------------- |
| Victoria Chentsova | 400 méteres gyorsúszáse  | 4:59.78   | 37        |                   |                   | Nem jutott tovább | Nem jutott tovább |
| Victoria Chentsova | 800 méteres gyorsúszás   | 10:14.63  | 38        |                   |                   | Nem jutott tovább | Nem jutott tovább |
| Angel de Jesus     | 50 méteres gyorsúszás    | 31.01     | 73        | Nem jutott tovább | Nem jutott tovább | Nem jutott tovább | Nem jutott tovább |
| Angel de Jesus     | 50 méteres pillangóúszás | 34.82     | 59        | Nem jutott tovább | Nem jutott tovább | Nem jutott tovább | Nem jutott tovább |